# Melampsoraceae
Svampefamilien Melampsoraceae rummer hovedparten af de rustsvampe, der fremkalder sygdomme hos planter. Det er svampe med op til fem forskellige sporetyper og ofte med tvunget skifte mellem to forskellige værtplanter.
| Slægter |

- Coleosporium
- Cronartium
- Crysomyxa
- Hyalospora
- Melampsora
- Melampsorella
- Melampsoridium
- Milesina
- Pucciniastrum
- Uredinopsis